# Taboo IV: The Younger Generation
Taboo IV: The Younger Generation è un film pornografico statunitense del 1985 diretto da Kirdy Stevens con protagonisti Ginger Lynn e Jamie Gillis.
Questo fu l'ultimo film della serie Taboo a ricevere una distribuzione nelle sale cinematografiche, i successivi capitoli uscirono solo per il mercato dell'home video.

## Trama
Los Angeles anni ottanta: Il dottor Jeremy Lodge è un famoso terapista sessuale che gestisce un gruppo di supporto psicologico alla vittime di incesto e tra i suoi pazienti ci sono Joyce e Barbara, che hanno rapporti incestuosi con i loro stessi figli e appaiono solo in brevi flashback. Il dottore si occupa anche dei suoi stessi problemi di disfunzione sessuale. È un padre molto severo e ha mandato le sue due figlie in collegio. La maggiore delle due, Naomi, viene sorpresa a fare sesso nel suo dormitorio e viene cacciata da scuola. Quando le due sorelle tornano a casa, Jeremy scopre che sua moglie Alice ha avuto una relazione con suo fratello Billy e la butta fuori di casa con rabbia. Naomi sceglie di vivere con sua madre e suo zio, che in seguito si rivela essere il suo padre biologico, mentre Robin sceglie di restare con il padre. Naomi seduce suo zio/padre e copula con lui, mentre Robin sviluppa un irrefrenabile desiderio sessuale per il suo papà. Mentre i rapporti familiari si logorano, i legami famigliari vengono messi alla prova al massimo.

## Riprese
Il film venne girato a Los Angeles nelle seguenti location: Encino Ave & Ventura Blvd; Balboa Blvd; 3323 Dona Rosa Drive, Studio City (la casa della famiglia Lodge) e Hollywood Hills, Los Angeles, California.

## Distribuzione
- Standard Video (1985) (USA) (cinema)
- Standard Video (1995) (USA) (VHS)
- Addictive Entertainment (2006) (USA) (DVD)
- Marc Dorcel Productions (2006) (Francia) (DVD)
- Standard Digital (2004) (USA) (DVD)
- PBV (Brasile) (VHS)
- Vinegar Syndrome (2017) (DVD)
- Vinegar Syndrome (2017) (Blu-ray) (DVD)

## Premi[1]
- 1986: AVN Award per Best Total Sexual Content in a Feature Film
- 1986: AFAA Award per Best Supporting Actor a John Leslie

## Curiosità
- Ginger Lynn fu restia a partecipare al film a causa della tematica incestuosa trattata.
- La Porsche rossa parcheggiata davanti alla casa dei Lodge che si vede nel film, era di proprietà di Ginger Lynn e fu successivamente rubata.